# The Shining Adventure
The Shining Adventure è un film del 1925 diretto da Hugo Ballin e interpretato da Percy Marmont e da Mabel Ballin. Il film era uscito nelle sale USA il 7 agosto 1925.
Tra le bambine, ci sono le sorelle Pat e Toby Wing che avevano cominciato a recitare grazie al padre, assistente alla regia alla Paramount. Ambedue avrebbero intrapreso la carriera artistica. Ben Alexander, che aveva esordito sullo schermo a 5 anni, all'epoca del film aveva 14 anni.

## Trama
Il denaro destinato a scopi benefici viene sottratto attraverso un'operazione di appropriazione indebita.

## Produzione
Il film fu prodotto dalla Madeline Brandeis Productions.

## Distribuzione
Distribuito dalla Astor Pictures Corporation, il film uscì nelle sale cinematografiche USA il 7 agosto 1925. La pellicola del film esiste ancora e nel 2004, la Grapevine Video lo ha distribuito in DVD .